# کورشهام
latitudeکورشهامlongitudeکورشهام
کورشهام (به انگلیسی: Corsham) یک شهرک در بریتانیا است که در انگلستان واقع شده‌است.

## نگارخانه

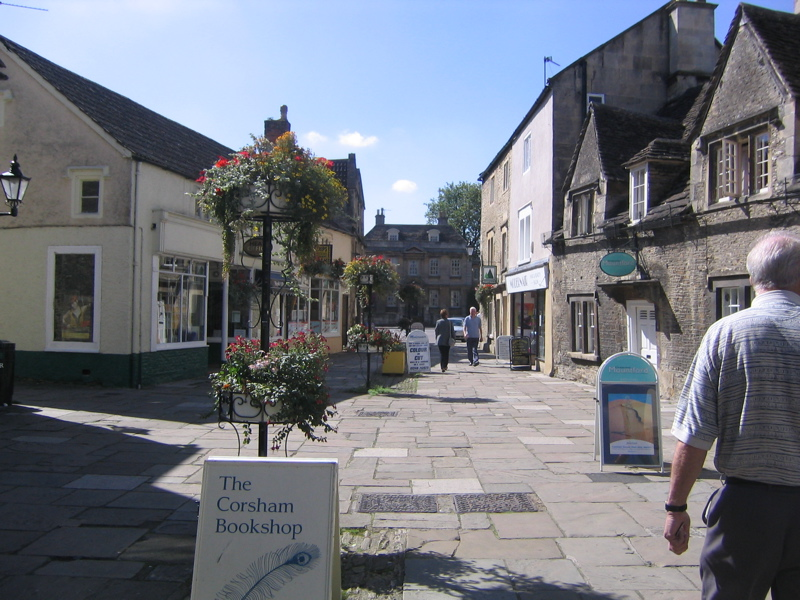
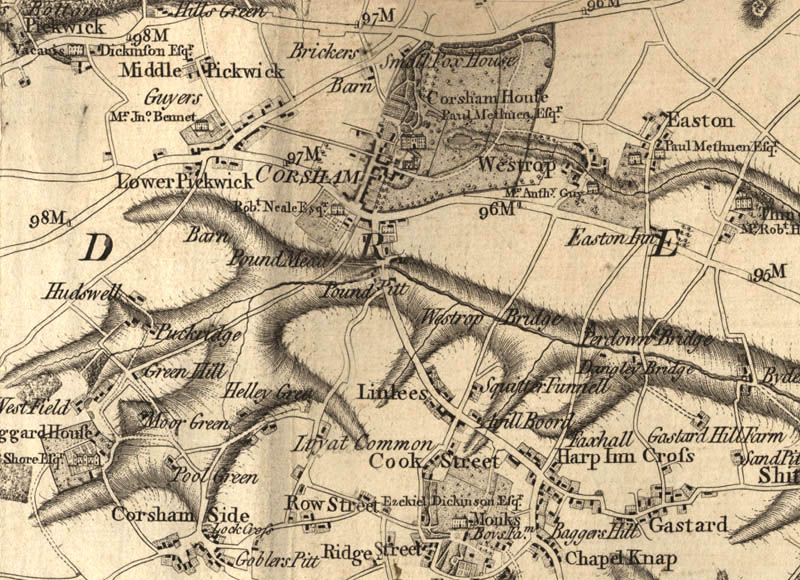
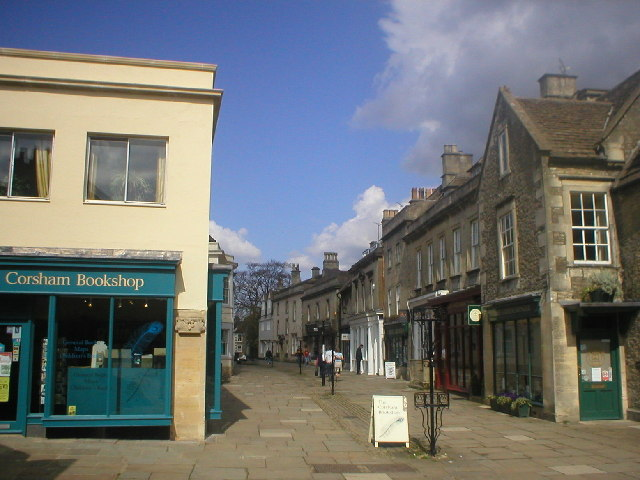

## خصوصیات
کورشهام ۱۳٬۰۰۴ نفر جمعیت دارد.